# Raybag
Raybag (o Raibag, Raybagh) è una suddivisione dell'India, classificata come town panchayat, di 15.924 abitanti, situata nel distretto di Belgaum, nello stato federato del Karnataka. In base al numero di abitanti la città rientra nella classe IV (da 10.000 a 19.999 persone).

## Geografia fisica
La città è situata a 16° 28' 60 N e 74° 46' 60 E e ha un'altitudine di 589 m s.l.m..

## Società

### Evoluzione demografica
Al censimento del 2001 la popolazione di Raybag assommava a 15.924 persone, delle quali 8.295 maschi e 7.629 femmine. I bambini di età inferiore o uguale ai sei anni assommavano a 2.191, dei quali 1.206 maschi e 985 femmine. Infine, coloro che erano in grado di saper almeno leggere e scrivere erano 10.768, dei quali 6.207 maschi e 4.561 femmine.